# Ralph Boschung
Ralph Boschung (Monthey, 23 de setembro de 1997) é um automobilista suíço.

## Carreira
Fez sua estreia no automobilismo em 2012, competindo na Fórmula BMW Talent Cup, ficando em 4º lugar. No ano seguinte, fez sua estreia na ADAC Formel Masters, onde permaneceu durante 2 temporadas.
Na GP3 Series, Boschung estreou em 2015, pela equipe Jenzer Motorsport, terminando o campeonato em 11º lugar. Em março de 2016, assinou com a Koiranen GP, vencendo a corrida 1 da Áustria.
De 2017 a 2023, Boschung disputou a maioria das corridas do Campeonato de Fórmula 2 da FIA pelas equipes Campos Racing, MP Motorsport e Trident.<ret>«Após lesão, Boschung renova com Campos e parte para 7ª temporada na F2 2023». Grande Prêmio. 15 de novembro de 2022. Consultado em 1 de março de 2023</ref> Ele foi o único piloto a participar de corridas em todas as edições da era moderna do Campeonato de Fórmula 2 da FIA até 2023.